# Barkeria fritz-halbingeriana
Barkeria fritz-halbingeriana är en orkidéart som beskrevs av Soto Arenas. Barkeria fritz-halbingeriana ingår i släktet Barkeria och familjen orkidéer. Inga underarter finns listade i Catalogue of Life.